# Liga Nacional de Básquetbol de Chile
A Liga Nacional de Básquetbol (LNB) (denominada por motivos de patrocínio como Liga DirecTV) es la principal competencia de baloncesto de carácter profesional de Chile, y es organizada por la Federación de Básquetbol de Chile.
A Liga Nacional de Basquete ( 'LNB' ) (nomeada por razões de patrocínio como  Liga DirecTV ) é a principal competição de basquete e é organizado pela Federação de Basquete do Chile.
Sua criação foi 2010 em resposta à insatisfação com a gestão administrativa e financeira da Dimayor, que foi, entre 1979 e 2012, a maior categoria de basquete do país. A iniciativa veio inicialmente dos clubes Universidad Católica, Español de Talca, Universidad de Concepción e Liceo Mixto, que em dezembro de 2009 decidiram se retirar do antigo torneio, embora , houve um período de transição em que os mesmos quatro clubes retornaram à Liga Dimayor, insatisfeitos com a administração administrativa da Liga Nacional por Miguel Herrera, presidente da Liga Nacional na época. Não obstante o exposto, finalmente, e após esse período de desordem, o governo da Liga Nacional foi finalmente renovado definitivamente em 2012.
O primeiro campeonato foi conquistado pelo Español de Talca, um clube que também detém o recorde do campeonato, com três títulos. O atual campeão é o Club Deportivo Valdivia, que venceu por 4 a 1 na série final contra o Colegio Los Leones de Quilpué.

## Histórico
A Liga Nacional de Basquete do Chile é uma competição profissional organizada pela Federação de Basquete do Chile. Foi criado no ano de 2008, com o objetivo de criar uma grande competição para o basquete em nível nacional.
Embora a criação de três divisões (Liga A, Liga B e Liga C) tenha sido planejada inicialmente, nos anos 2008 e 2009, apenas as duas últimas foram disputadas. Finalmente, em 2010 a Liga B foi renomeada como Liga Nacional de Basquete, classificada como a principal categoria do concurso, enquanto a Liga C foi renomeada como Liga Nacional de Promoção. No entanto, no mesmo ano, a Liga Nacional foi estabelecida. Superior, de natureza profissional e que reúne os principais clubes do país.

## Primeiro sistema do Campeonato
A Liga Nacional de Basquete do Chile foi contestada pela organização da Federação Chilena de Basquete, listadas em ordem de maior a menor importância são as seguintes:
| Categoría | Categoría | Divisão                                         | Divisão                                         | Divisão                                         | Divisão                                         | Divisão                                         | Divisão                                         | Divisão                                         | Divisão                                         | Divisão                                         | Divisão                                         | Divisão                                         | Divisão                                         | Divisão                                         | Divisão                                         | Divisão                                         | Divisão                                         | Divisão                                         | Divisão                                         |
| --------- | --------- | ----------------------------------------------- | ----------------------------------------------- | ----------------------------------------------- | ----------------------------------------------- | ----------------------------------------------- | ----------------------------------------------- | ----------------------------------------------- | ----------------------------------------------- | ----------------------------------------------- | ----------------------------------------------- | ----------------------------------------------- | ----------------------------------------------- | ----------------------------------------------- | ----------------------------------------------- | ----------------------------------------------- | ----------------------------------------------- | ----------------------------------------------- | ----------------------------------------------- |
| 1º        | 1º        | Liga Nacional de Básquetbol de Chile 12 equipes | Liga Nacional de Básquetbol de Chile 12 equipes | Liga Nacional de Básquetbol de Chile 12 equipes | Liga Nacional de Básquetbol de Chile 12 equipes | Liga Nacional de Básquetbol de Chile 12 equipes | Liga Nacional de Básquetbol de Chile 12 equipes | Liga Nacional de Básquetbol de Chile 12 equipes | Liga Nacional de Básquetbol de Chile 12 equipes | Liga Nacional de Básquetbol de Chile 12 equipes | Liga Nacional de Básquetbol de Chile 12 equipes | Liga Nacional de Básquetbol de Chile 12 equipes | Liga Nacional de Básquetbol de Chile 12 equipes | Liga Nacional de Básquetbol de Chile 12 equipes | Liga Nacional de Básquetbol de Chile 12 equipes | Liga Nacional de Básquetbol de Chile 12 equipes | Liga Nacional de Básquetbol de Chile 12 equipes | Liga Nacional de Básquetbol de Chile 12 equipes | Liga Nacional de Básquetbol de Chile 12 equipes |
| 2º        | 2º        | Liga Deportiva Nacional 12 equipes              | Liga Deportiva Nacional 12 equipes              | Liga Deportiva Nacional 12 equipes              | Liga Deportiva Nacional 12 equipes              | Liga Deportiva Nacional 12 equipes              | Liga Deportiva Nacional 12 equipes              | Liga Deportiva Nacional 12 equipes              | Liga Deportiva Nacional 12 equipes              | Liga Deportiva Nacional 12 equipes              | Liga Deportiva Nacional 12 equipes              | Liga Deportiva Nacional 12 equipes              | Liga Deportiva Nacional 12 equipes              | Liga Deportiva Nacional 12 equipes              | Liga Deportiva Nacional 12 equipes              | Liga Deportiva Nacional 12 equipes              | Liga Deportiva Nacional 12 equipes              | Liga Deportiva Nacional 12 equipes              | Liga Deportiva Nacional 12 equipes              |
| 3º        | 3º        | Liga Nacional Promocional 24 equipes            | Liga Nacional Promocional 24 equipes            | Liga Nacional Promocional 24 equipes            | Liga Nacional Promocional 24 equipes            | Liga Nacional Promocional 24 equipes            | Liga Nacional Promocional 24 equipes            | Liga Nacional Promocional 24 equipes            | Liga Nacional Promocional 24 equipes            | Liga Nacional Promocional 24 equipes            | Liga Nacional Promocional 24 equipes            | Liga Nacional Promocional 24 equipes            | Liga Nacional Promocional 24 equipes            | Liga Nacional Promocional 24 equipes            | Liga Nacional Promocional 24 equipes            | Liga Nacional Promocional 24 equipes            | Liga Nacional Promocional 24 equipes            | Liga Nacional Promocional 24 equipes            | Liga Nacional Promocional 24 equipes            |

A Liga Nacional Superior de Basquete acabou se tornando a Liga Nacional de Basquete.

### Sistema atual
Atualmente, a Liga Nacional de Basquete tem 2 divisões:
| Categoría | Categoría | Divisião                                        | Divisião                                        | Divisião                                        | Divisião                                        | Divisião                                        | Divisião                                        | Divisião                                        | Divisião                                        | Divisião                                        | Divisião                                        | Divisião                                        | Divisião                                        | Divisião                                        | Divisião                                        | Divisião                                        | Divisião                                        | Divisião                                        | Divisião                                        |
| --------- | --------- | ----------------------------------------------- | ----------------------------------------------- | ----------------------------------------------- | ----------------------------------------------- | ----------------------------------------------- | ----------------------------------------------- | ----------------------------------------------- | ----------------------------------------------- | ----------------------------------------------- | ----------------------------------------------- | ----------------------------------------------- | ----------------------------------------------- | ----------------------------------------------- | ----------------------------------------------- | ----------------------------------------------- | ----------------------------------------------- | ----------------------------------------------- | ----------------------------------------------- |
| 1º        | 1º        | Liga Nacional de Básquetbol de Chile 12 equipes | Liga Nacional de Básquetbol de Chile 12 equipes | Liga Nacional de Básquetbol de Chile 12 equipes | Liga Nacional de Básquetbol de Chile 12 equipes | Liga Nacional de Básquetbol de Chile 12 equipes | Liga Nacional de Básquetbol de Chile 12 equipes | Liga Nacional de Básquetbol de Chile 12 equipes | Liga Nacional de Básquetbol de Chile 12 equipes | Liga Nacional de Básquetbol de Chile 12 equipes | Liga Nacional de Básquetbol de Chile 12 equipes | Liga Nacional de Básquetbol de Chile 12 equipes | Liga Nacional de Básquetbol de Chile 12 equipes | Liga Nacional de Básquetbol de Chile 12 equipes | Liga Nacional de Básquetbol de Chile 12 equipes | Liga Nacional de Básquetbol de Chile 12 equipes | Liga Nacional de Básquetbol de Chile 12 equipes | Liga Nacional de Básquetbol de Chile 12 equipes | Liga Nacional de Básquetbol de Chile 12 equipes |
| 2º        | 2º        | Segunda Divisão 15 equipes (em 2 zonas)         | Segunda Divisão 15 equipes (em 2 zonas)         | Segunda Divisão 15 equipes (em 2 zonas)         | Segunda Divisão 15 equipes (em 2 zonas)         | Segunda Divisão 15 equipes (em 2 zonas)         | Segunda Divisão 15 equipes (em 2 zonas)         | Segunda Divisão 15 equipes (em 2 zonas)         | Segunda Divisão 15 equipes (em 2 zonas)         | Segunda Divisão 15 equipes (em 2 zonas)         | Segunda Divisão 15 equipes (em 2 zonas)         | Segunda Divisão 15 equipes (em 2 zonas)         | Segunda Divisão 15 equipes (em 2 zonas)         | Segunda Divisão 15 equipes (em 2 zonas)         | Segunda Divisão 15 equipes (em 2 zonas)         | Segunda Divisão 15 equipes (em 2 zonas)         | Segunda Divisão 15 equipes (em 2 zonas)         | Segunda Divisão 15 equipes (em 2 zonas)         | Segunda Divisão 15 equipes (em 2 zonas)         |

## Sistema atual
A temporada será composta por três fases: a Fase Nacional, a zona e os playoffs, que consistem em uma classificação e reclassificação para as semifinais para dar lugar às finais da conferência, os dois campeões da zona avançam para a grande final nacional.

### Fase Nacional
As 12 equipes que disputarão o campeonato disputarão 36 datas. O sistema de franquia foi eliminado com o torneio da segunda divisão, que disputará sua segunda temporada. Com isso, qualquer equipe poderá descer para a segunda categoria do basquete nacional. Cada equipe jogará todos contra todos em partidas de ida e volta. Nesse mesmo estágio, a fase zonal chamada interzona será disputada em paralelo, na qual disputarão todos contra todos em partidas de ida e volta. Na primeira rodada: serão medidos em passeios entre equipes da mesma conferência, esta fase consiste em 11 datas. Interzone: Na fase Interzone, as equipes disputarão partidas de ida e volta na mesma conferência, que será disputada paralelamente à fase nacional, com 10 datas. segunda rodada: Nesta última rodada, também são 11 datas, nas quais todas as equipes jogam a segunda mão. Todas as equipes continuarão a jogar offs.

### Play-offs
As 12 equipes classificadas disputarão a primeira fase dos play-offs da conferência, a primeira enfrentará a sexta, a segunda contra a quinta e a terceira contra a quarta, provavelmente jogando a melhor de sete partidas (ainda não confirmado). As 3 equipes vencedoras da série avançam para as semifinais em cada conferência, enquanto os 3 perdedores jogam triângulos, os vencedores dos referidos triângulos se juntam à semifinal por conferência. Os 4 perdedores dos triangulares (2 por zona) devem jogar uma nova série para não descer e perder a categoria. A semifinal será disputada pela conferência e também pela final, os vencedores serão os campeões da conferência e se enfrentarão na grande final nacional. da Liga Nacional começa em 1 de outubro 

## Equipes 2019-2020
| Equipe                    | Cidade      | Ginásio                                  | Capacidade    |
| ------------------------- | ----------- | ---------------------------------------- | ------------- |
| Colegio Los Leones        | Quilpué     | Gimnasio Colegio Los Leones              | 800           |
| Quilicura Basket          | Quilicura   | Gimnasio Municipal de Quilicura          | 800           |
| AB Temuco                 | Temuco      | Olímpico UFRO/ G. Municipal B. O'Higgins | 3.200 / 2.000 |
| Universidad Católica      | Santiago    | Estadio Palestino                        | 700           |
| Universidad de Concepción | Concepción  | Casa del Deporte                         | 2.000         |
| Municipal Puente Alto     | Puente Alto | Gimnasio Municipal de Puente Alto        | 1.500         |

| Nombre                  | Ciudad       | Cancha                                             | Capacidad     |
| ----------------------- | ------------ | -------------------------------------------------- | ------------- |
| Club Deportivo Valdivia | Valdivia     | Coliseo Municipal Antonio Azurmendy                | 5.000         |
| ABA Ancud               | Ancud        | Ginmasio Fiscal de Ancud                           | 2.450         |
| CEB Puerto Montt        | Puerto Montt | Gimnasio Municipal de Puerto Montt                 | 2.000         |
| Deportes Castro         | Castro       | Gimnasio Fiscal de Castro                          | 1.500         |
| Las Ánimas de Valdivia  | Valdivia     | Gimnasio de Las Ánimas / Coliseo Antonio Azurmendy | 1.000 / 5.000 |
| Atlético Puerto Varas   | Puerto Varas | Gimnasio Fiscal de Puerto Varas                    | 1.300         |

## Campeões
| Temporada | Campeão                   | Resultado | Vice-Campeão              | Treinador           |
| 2010      | Español de Talca          | 3-1       | Boston College            | Claudio Lavín       |
| 2011-12   | Deportes Castro           | 3-1       | Boston College            | Warren Espinoza     |
| 2012-13   | Español de Talca          | 3-1       | Boston College            | Carlos Iglesias     |
| 2013-14   | Tinguiririca San Fernando | 3-1       | Osorno Básquetbol         | Pablo Ares Órdenes  |
| 2014-15   | Colo-Colo                 | 3-2       | Deportes Castro           | Gabriel Schamberger |
| 2015-16   | Deportivo Valdivia        | 4-2       | Universidad de Concepción | Juan Manuel Córdoba |
| 2016-17   | Español de Talca          | 4-2       | Osorno Básquetbol         | Gabriel Schamberger |
| 2017-18   | Las Ánimas de Valdivia    | 4-1       | Colegio Los Leones        | Jorge Luis Álvarez  |
| 2018-19   | Deportivo Valdivia        | 4-1       | Colegio Los Leones        | Juan Manuel Córdoba |

## Títulos por equipe
| Equipe                    | Títulos | Vice-Campeonato |
| ------------------------- | ------- | --------------- |
| Español de Talca          | 3       | -               |
| Deportivo Valdivia        | 2       | -               |
| Deportes Castro           | 1       | 1               |
| Tinguiririca San Fernando | 1       | -               |
| Colo-Colo                 | 1       | -               |
| Las Ánimas de Valdivia    | 1       | -               |
| Boston College            | -       | 3               |
| Osorno Básquetbol         | -       | 2               |
| Colegio Los Leones        | -       | 2               |
| Universidad de Concepción | -       | 1               |

## Controvérsias
O novo formato do LNB, que começou a funcionar na temporada 2015-16, trouxe uma série de críticas muito amplas dos fãs nas zonas sul e norte. O novo formato consistiria na entrega de 10 franquias (logicamente 5 ao norte e 5 ao sul) e os 2 lugares restantes seriam para os campeões do Libcentro e da Liga Saesa. Causou um alvoroço quando as 10 franquias foram reveladas, o mais comentado foi o fato de o LNB ter saído do sul, entregando a franquia ao norte e deixando o sul com apenas 4 assentos contra 6 do norte. O fato de a cidade de Valdivia ter 2 representantes, C. Deportivo Valdivia e C. D. Las Animas também causou aborrecimento. Isso não esperou e a imprensa escrita  e nas redes sociais viram o desconforto do referido sistema. A agitação também foi vista em milhares de fãs de diferentes clubes do Sul, especialmente nos clubes CD Puerto Varas e Osorno Básquetbol. Nas redes sociais, muitos fãs ameaçaram remover o canal CDO premium da lista de canais de seus respectivos operadores de cabo, uma vez que eles também tinham a ver com a escolha das franquias.
Mas, em última análise, a decisão de profissionalizar a Liga está dando prioridade, priorizando os Clubes que cumpriram cada um dos requisitos do "caderno de encargos" para o torneio de 2015. Dessa forma, apesar de ser um local tradicional para fazer cestas em Osorno, Com um fã importante, em relação aos clubes, seu "registro" de abandono (Malta Morenita, Prov. Osorno) às Ligas anteriores, além de não participar como clube da Liga SAESA, não atendendo aos requisitos mínimos solicitados no " renúncia ao livro de cobrança "de 2015 e metade de sua diretiva de 2015, o que não garante que se trata de um projeto de longo prazo, que é o que o LNB de seus clubes associados pretende.